# 朝鮮公民身份
朝鲜公民身份是指朝鮮民主主義人民共和國的國籍政策。

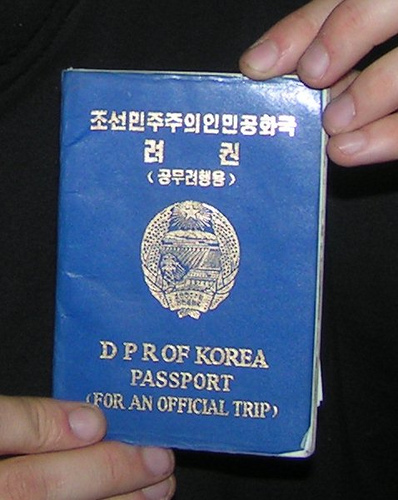

## 朝鲜国籍法
1963年，朝鲜民主主义人民共和国通过了国籍法。此后朝鮮當局於1995年和1999年修订該法律。朝鲜民主主义人民共和国国籍法對朝鲜公民的概念作出定義並闡明了如何取得以及喪失朝鮮公民身份的資格。它還提到了公民资格、公民权利和公民保护。

### 公民类型

#### 出身国籍
朝鲜是典型的属人主义国家，朝鲜国民无论在哪所生的任何孩子都可以自动获得朝鲜國籍。但是如果一名朝鮮国民和一名不同国籍的人在朝鮮国外生育了孩子，则該孩子的國民身份将由其父母决定。因为不奉行屬地主義，如果夫婦双方均为外国人，在朝鮮境內生育了一個孩子，則該孩子並不會自動獲得朝鮮國籍，除非是父母身份不明或者父母均为无国籍人的儿童。

#### 申请国籍
在朝鲜，入籍流程尚不清楚。外國公民要歸化只能由最高人民会议批准，但具体要求不详。

#### 双重国籍
朝鲜政府不承认双重国籍。此外根据大韓民國憲法第3条“韓半岛及其附属岛屿均为韓國领土”，不過未经韩国政府特别许可和批准，韓國人不得前往朝鲜。